# Sridevi

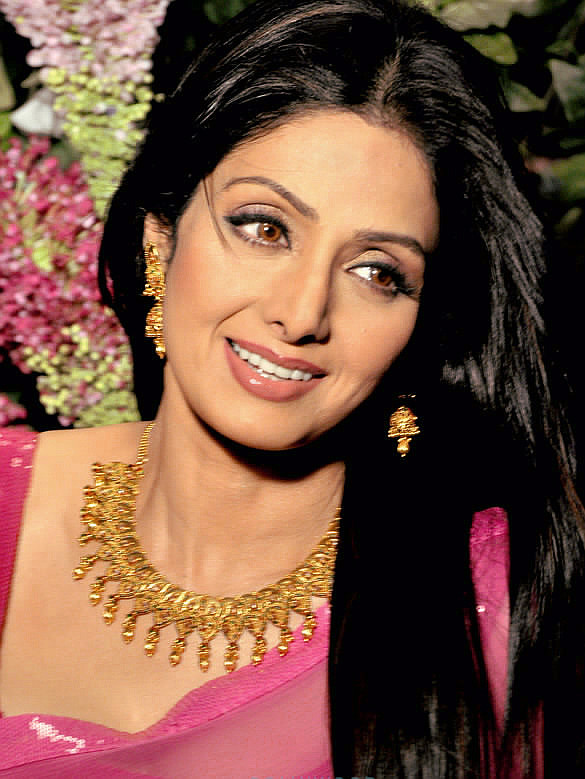
Sridevi, 2013.

Sridevi (* 13. August 1963 in Sivakasi, Madras; † 24. Februar 2018 in Dubai) war eine indische Filmschauspielerin. Sie trat in etwa 300 Filmen in verschiedenen indischen Filmindustrien auf und war eine der erfolgreichsten indischen Schauspielerinnen des kommerziellen Hindi-Films der 1980er und 1990er Jahre.

## Leben

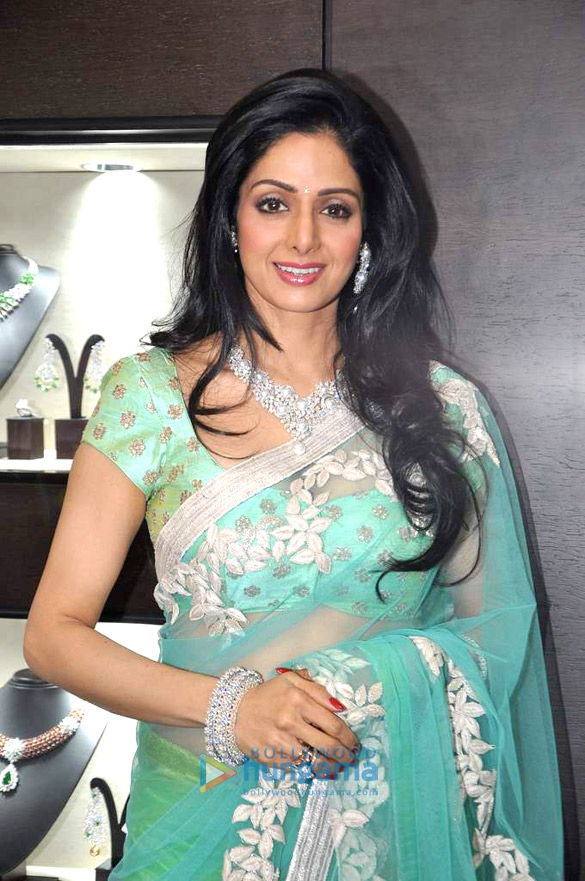
Sridevi, 2012.

Sie wurde als Shree Amma Yanger im damaligen südindischen Bundesstaat Madras (heute Tamil Nadu) geboren. Die Muttersprache des Vaters Ayyappan war Tamil und die der Mutter Rajeswari Telugu. Sridevis engere Muttersprache war Tamil, jedoch wuchs sie quasi zweisprachig auf.
Sie begann ihre Karriere als Kinderdarstellerin in südindischen Regionalproduktionen. Ihr erster Film war A. P. Nagarajans Kandan Karunai (1967); eine tamilische Produktion mit Sivaji Ganesan, Gemini Ganesan und J. Jayalalithaa, in der sie die Gottheit Murugan als Kind darstellte. Bereits 1976 in K. Balachanders Moondru Mudichu und 1977 in dem Debütfilm des Regisseurs Bharathiraja Pathinaru Vayathinile spielte sie neben den Darstellern Kamal Haasan und Rajnikanth. Im Telugu-Film machte sie insbesondere durch ihre Hauptrolle in K. Raghavendra Raos Vetagadu (1979) an der Seite N. T. Rama Raos, eines der bedeutendsten Schauspieler der Filmindustrie in Andhra Pradesh, auf sich aufmerksam.
Mit Kamal Haasan bildete sie in 23 Filmen eines der erfolgreichsten Leinwandpaare des südindischen Kinos, darunter in Balu Mahendras Moondram Pirai (1982). Der tamilische Film um einen Lehrer, der eine geistig verwirrte Frau aus einem Bordell rettet, wurde 1983 vom selben Regisseur mit denselben Darstellern unter dem Titel Sadma als Hindi-Remake neu gefilmt. Der ebenfalls 1983 entstandene Film Himmatwala von K. Raghavendra Rao markiert Sridevis Durchbruch im Hindi-Film. Sie spielte in diesem Gesellschaftsdrama zusammen mit Jeetendra, der noch häufig ihr Filmpartner wurde. Fortan prägten überwiegend Hindi-Produktionen das Filmschaffen Sridevis.
Mit der weiblichen Hauptrolle einer Journalistin in Shekhar Kapurs Mr. India (1987) erlangte sie einen Solo-Erfolg; der von ihr dargestellte Filmsong Hawa Hawaii wurde in Mira Nairs Salaam Bombay! zitiert. An der Seite von Chiranjeevi in K. Raghavendra Raos Jagadeka Veerudu Atiloka Sundari (1990) und neben Venkatesh Daggubati in Ram Gopal Varmas Kshana Kshanam (1991) trat Sridevi noch einmal in bemerkenswerten Telugu-Filmen auf. Ein Karrierehöhepunkt war 1991 auch ihre Hauptrolle in dem Hindi-Drama Lamhe von Yash Chopra, für die sie unter anderem einen Filmfare Award als beste Hauptdarstellerin bekam. Sridevi war in den 1980er und 1990er Jahren die höchstbezahlte Schauspielerin im indischen Film bis Madhuri Dixit sie darin übertraf. 1992 spielte sie mit Amitabh Bachchan in Khuda Gawah von Mukul Anand und mit Anil Kapoor in dem bis dato teuersten indischen Film Roop Ki Rani Choron Ka Raja von Satish Kaushik, der jedoch ein kommerzieller Flop wurde.
Nach ihrer Heirat mit dem Filmproduzenten Boney Kapoor, einem Bruder der Schauspieler Sanjay und Anil Kapoor, und der Geburt zweier Töchter zog sie sich 1997 von der Filmarbeit zurück. Sie moderierte eine 14-täglich ausgestrahlte Fernsehshow und trat in Fernsehwerbungen auf. 2012 gelang ihr ein erfolgreiches Comeback mit dem Film Englisch für Anfänger. Sie wurde dafür 2013 mit dem Stardust Award ausgezeichnet.
Sridevi war Mitglied des Board of Director der Asian Academy of Film and Television.
Sie starb im Februar 2018 im Alter von 54 Jahren, als sie mit ihrer Familie zum Besuch einer Hochzeit in Dubai weilte und dort im Hotel in einer Badewanne alkoholisiert das Bewusstsein verlor und ertrank.

## Filmografie (Auswahl)
- 1967: Kandan Karunai
- 1969: Nam Naadu
- 1969: Kumara Sambhavam
- 1970: Swapnangal
- 1971: Poombatta
- 1972: Teerthayatra
- 1973: Jaise Ko Taisa
- 1975: Julie
- 1976: Moondru Mudichu
- 1977: Pathinaru Vayathinile
- 1978: Solva Sawan
- 1979: Vetagadu
- 1981: Meendum Kokila
- 1982: Moondram Pirai
- 1983: Himmatwala
- 1983: Justice Chowdhary
- 1983: Jaani Dost
- 1983: Kalakaar
- 1983: Sadma
- 1984: Akalmand
- 1984: Inquilaab
- 1984: Jaag Utha Insaan
- 1984: Naya Kadam
- 1984: Maqsad
- 1984: Tohfa
- 1985: Balidaan
- 1985: Masterji
- 1985: Sarfarosh
- 1986: Aakhri Raasta
- 1986: Bhagwan Dada
- 1986: Dharam Adhikari
- 1986: Ghar Sansar
- 1986: Nagina
- 1986: Karma
- 1986: Suhaagan
- 1986: Sultanat
- 1987: Aulaad
- 1987: Himmat Aur Mehnat
- 1987: Nazrana
- 1987: Majaal
- 1987: Joshilay
- 1987: Jawab Hum Denge
- 1987: Mr. India
- 1987: Watan Ke Rakhwale
- 1988: Sherni
- 1988: Ram Avtaar
- 1988: Waqt Ki Awaaz
- 1988: Sone Pe Suhagaa
- 1989: Chaalbaaz
- 1989: Chandni
- 1989: Guru
- 1989: Gair Kanooni
- 1989: Nigahein

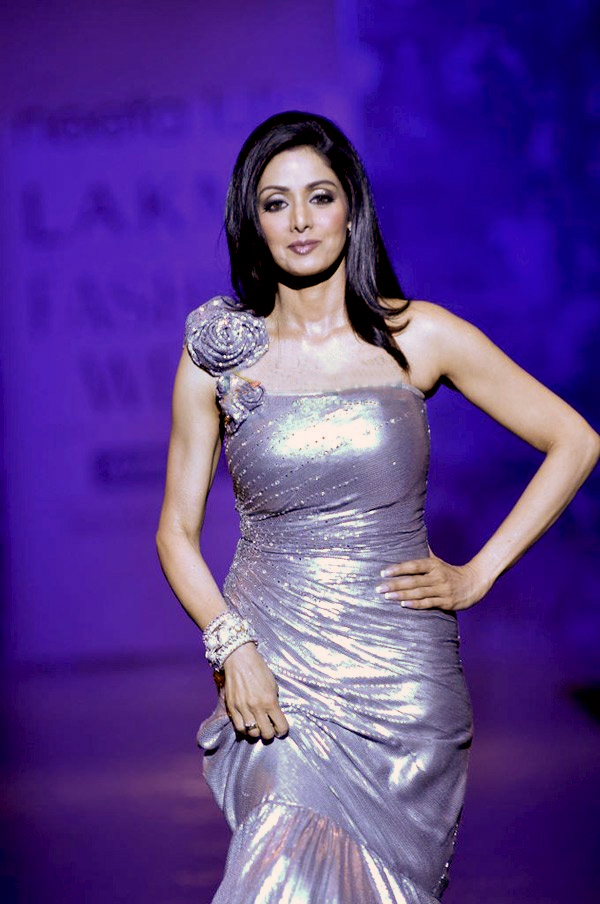
Sridevi bei der Lakme Fashion Week 2010.

- 1990: Jagadeka Veerudu Atiloka Sundari
- 1991: Kshana Kshanam
- 1991: Banjaran
- 1991: Farishtay
- 1991: Pathar Ke Insaan
- 1991: Lamhe
- 1992: Khuda Gawah
- 1992: Heer Ranjha
- 1993: Chandra Mukhi
- 1993: Gumrah
- 1993: Gurudev
- 1993: Roop Ki Rani Choron Ka Raja
- 1994: Chaand Kaa Tukdaa
- 1994: Laadla
- 1996: Im Auftrag der Liebe (Army)
- 1996: Mr Bechara
- 1997: Judaai
- 1997: Kaun Sacha Kaun Jhootha
- 1999: Devaraagam
- 2004: Meri Biwi Ka Jawab Nahin
- 2012: Englisch für Anfänger (English Vinglish)
- 2016: Mom – Der Ruf nach Vergeltung

## Auszeichnungen
- 1990 Filmfare Award/Beste Hauptdarstellerin für Chaalbaaz
- 1992 Filmfare Award/Beste Hauptdarstellerin für Lamhe
- 2013 Stardust Award/Beste Hauptdarstellerin für Englisch für Anfänger